# Christian Rätsch

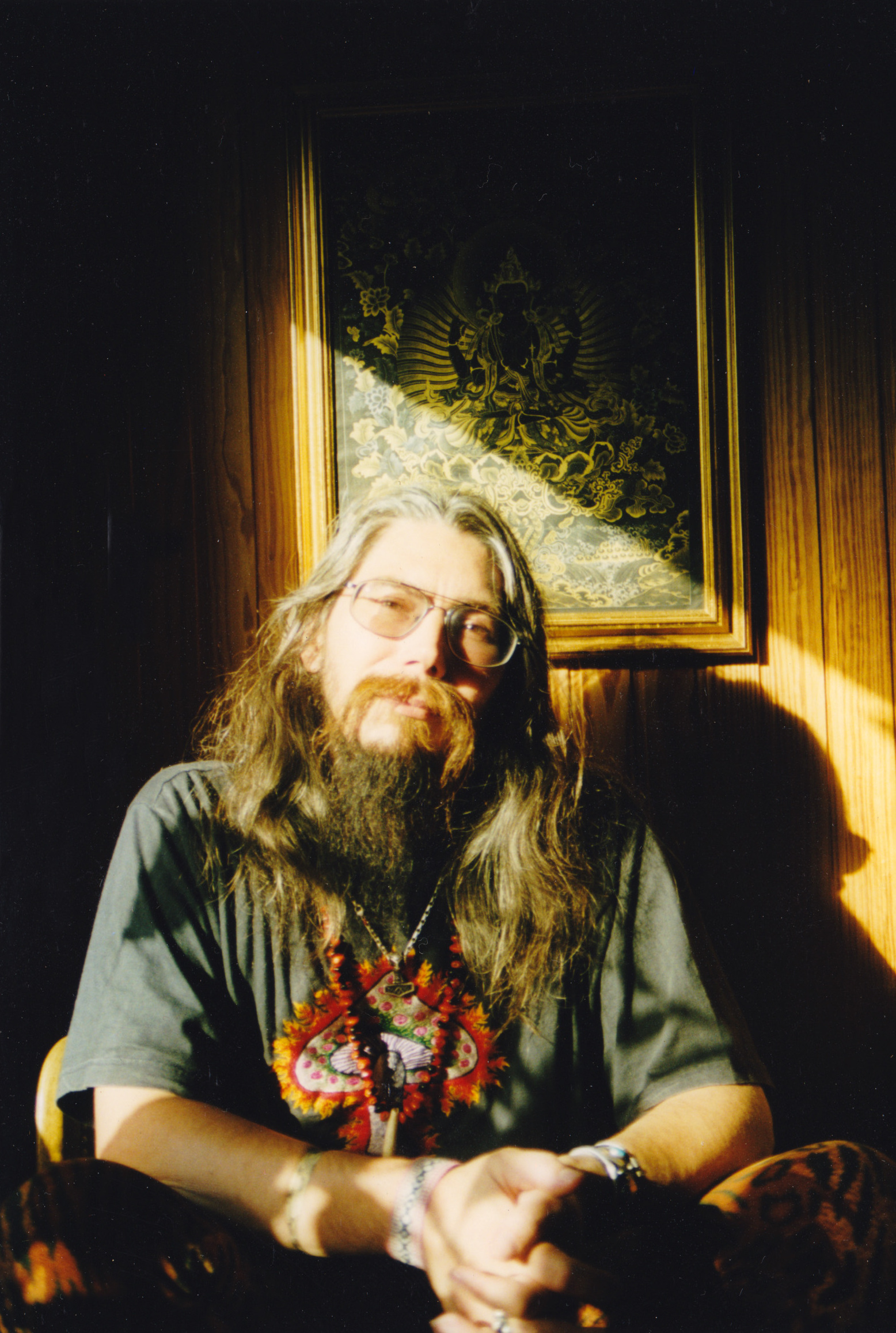
Christian Rätsch (1999)

Christian Rätsch (* 20. April 1957 in Hamburg; † 17. September 2022 in Kißlegg) war ein deutscher Altamerikanist und Ethnologe. Sein Fachgebiet war die Erforschung des ethnomedizinischen und rituellen Gebrauches von Pflanzen und Pilzen, insbesondere der kulturellen Nutzung psychoaktiver Pflanzen und Pilze im Schamanismus.

## Leben
Christian Rätsch wurde als zweiter von drei Söhnen des Opernsängers Paul Rätsch und einer Balletttänzerin geboren und wuchs in der Hamburger Gartenstadt Berne auf, die seine Großeltern mitgegründet haben. Er studierte Altamerikanistik, Ethnologie und Volkskunde an der Universität Hamburg. Mit einer Dissertation über die Zaubersprüche und Beschwörungsformeln der Lacandonen-Indianer, eines Maya-Volkes in Chiapas (Mexiko), wurde Rätsch zum Dr. phil. promoviert. Dafür sammelte er dort ein Jahr lang – wie in der ethnologischen Feldforschung üblich – als teilnehmender Beobachter sein Forschungsmaterial. Später entstanden noch weitere Bücher aus diesem Fundus. Er war während dieses Projektes Stipendiat des Deutschen Akademischen Austauschdienstes. Nach Studienabschluss folgten unabhängige Forschungen zum Thema Heilpflanzen, Zauberpflanzen und Schamanismus.
Rätsch, der als freiberuflicher Autor, Ethnologe und Referent in Hamburg wohnte, lebte in privater und Forschungsgemeinschaft mit seiner Ehefrau, der Kunsthistorikerin Claudia Müller-Ebeling. Das Paar veröffentlichte gemeinsam mehrere Bücher.
Rätschs im Jahr 1998 erstmals erschienene Enzyklopädie der psychoaktiven Pflanzen wurde in verschiedene Sprachen übersetzt. Die Enzyklopädie gilt mittlerweile als Standardwerk im Bereich Psychoaktive Substanzen. Für die 944 Seiten umfassende Enzyklopädie testete Rätsch selbst die Wirkung aller dort beschriebenen psychoaktiven Pflanzen und Pilze. Rätsch war Herausgeber des Jahrbuches für Ethnomedizin und Bewußtseinsforschung, Beiratsmitglied des Europäischen Collegiums für Bewußtseinsstudien (ECBS) und Präsident der Arbeitsgemeinschaft Ethnomedizin (AGEM). Rätsch pflegte fachlichen Kontakt unter anderem zu Timothy Leary, Jonathan Ott, Ralph Metzner, Stanislav Grof und Markus Berger. Ihn verband eine lange Freundschaft mit dem Chemiker Albert Hofmann, dem Entdecker des LSD, und dem Schweizer Künstler HR Giger.
Als Experte für psychoaktive Substanzen war Rätsch auch öfter in TV-Sendungen zu Gast, z. B. Delta, Menschen bei Maischberger und TV Total. Er wurde in der Öffentlichkeit häufig als „Ethnopharmakologe“ bezeichnet, hatte allerdings keine akademische Ausbildung als Mediziner, Pharmazeut oder Chemiker.
Rätsch starb unerwartet in Kißlegg im Allgäu an den akuten Folgen eines Magengeschwürs während einer Lesereise anlässlich des Erscheinens seines Buches Enzyklopädie der psychoaktiven Pflanzen – Band 2, das er gemeinsam mit Markus Berger verfasst hatte.

## Positionen
Rätsch forderte eine Entkriminalisierung aller psychoaktiven Substanzen, so auch von Cannabis, das er als die „besterforschte Heilpflanze der Menschheitsgeschichte“ bezeichnete.  Das Verbot von Cannabis, Opium, Kokain, psilocybinhaltigen Pilzen und LSD sah er, wie auch das gesamte Betäubungsmittelgesetz, als skandalös an. Für eine Legalisierung dieser Drogen forderte Rätsch allerdings einen geordneten Ablauf und Rahmenbedingungen. So erklärte er etwa, dass er die Legalisierung ablehne, wenn die Legalisierung von Drogen bedeute, dass „kapitalistische Verbrecherbanden“ sich am Drogengeschäft bereicherten. Rätsch kritisierte den Begriff „Droge“ allgemein und bevorzugte den Begriff „psychoaktive Substanz“. Zudem kritisierte er die Trennung in „legale“ und „illegale“ Drogen, da diese Festlegung willkürlich sei und dadurch Konsumenten und Abhängige illegaler Substanzen kriminalisiert und zu Verbrechern gemacht würden. Dazu äußerte Rätsch, dass, wenn es Alkohol-Junkies geben dürfe, es auch Heroin-Junkies geben dürfen solle.
Alkohol erachtete er nach seinen Erfahrungen in der Erforschung psychoaktiver Substanzen als die gefährlichste Droge.
Als Hauptgrund für Drogensucht in der westlichen Welt erachtete Rätsch den Zustand der westlichen Kultur, die er als suchtfördernd ansah. Dagegen erfolge der Gebrauch psychoaktiver Substanzen bei Naturvölkern rituell und geregelt.
Rätsch war ein Kritiker des Neoliberalismus.

## Kritik
Zu Rätschs 1995 erschienenem Buch Heilkräuter der Antike in Ägypten, Griechenland und Rom schrieb die Psychiaterin und Psychotherapeutin Doris Schwarzmann-Schafhauser: „Unter dem Deckmantel einer vermeintlich betriebenen Medizingeschichte wird dem Leser somit in diesem ‚Kräuterbuch‘ nicht nur eine sektenähnliche Ideologie angeboten, sondern es werden auch ganz konkrete Strategien für das Erreichen der Sektenziele vermittelt“.

## Schriften (Auswahl)
- mit K’ayum Ma’ax: Ein Kosmos im Regenwald. Mythen und Visionen der Lakandonen-Indianer. Diederichs, Köln 1984; 2., überarbeitete Auflage 1994, ISBN 3-424-00748-X.
- Das Erlernen von Zaubersprüchen. Ein Beitrag zur Ethnomedizin der Lakandonen von Naha’ (= Ethnomedizin und Bewusstseinsforschung). Zugleich Dissertation an der Universität Hamburg. Express, Berlin 1985, ISBN 3-88548-362-9.
- Indianische Heilkräuter: Tradition und Anwendung. Ein Pflanzenlexikon. Diederichs, Köln 1987; 7., aktualisierte Auflage 1999, ISBN 3-424-00921-0.
- Hanf als Heilmittel: Eine ethnomedizinische Bestandsaufnahme (= Der Grüne Zweig. Bd. 154). Werner Pieper’s Medienexperimente und Nachtschattenverlag, Solothurn 1992, ISBN 3-925817-54-9.
- Kinder des Regenwaldes: Über das Leben der Kinder der Lakandonen-Indianer. Coppenrath, Münster 1987; überarbeitete Ausgabe (= Der Grüne Zweig. Bd. 157): Werner Pieper’s Medienexperimente, Löhrbach [1993], ISBN 3-925817-57-3.
- Räucherstoffe: Der Atem der Drachen. 72 Pflanzenporträts. Ethnobotanik, Rituale und praktische Anwendungen. AT Verlag, Aarau 1996; 6. Auflage 2012, ISBN 978-3-03800-302-1.
- Enzyklopädie der psychoaktiven Pflanzen: Botanik, Ethnopharmakologie und Anwendung. AT, Stuttgart 1998; 13. Auflage: AT Verlag, Aarau 2016, ISBN 978-3-03800-352-6.
- Bier: Jenseits von Hopfen und Malz. Von den Zaubertränken der Götter zu den psychedelischen Bieren der Zukunft. Orbis, München 2002, ISBN 3-572-01343-7.
- mit Claudia Müller-Ebeling: Lexikon der Liebesmittel: Pflanzliche, mineralische, tierische und synthetische Aphrodisiaka. AT Verlag, Aarau 2003, ISBN 3-85502-772-2 (Rezensionen bei Perlentaucher.de).
- Der heilige Hain: Germanische Zauberpflanzen, heilige Bäume und schamanische Rituale. AT Verlag, Baden 2005, ISBN 3-03800-204-6.
- mit Arno Adelaars, Claudia Müller-Ebeling: Ayahuasca: Rituale, Zaubertränke und visionäre Kunst aus Amazonien. AT Verlag, Baden 2006, ISBN 3-03800-270-4.
- Walpurgisnacht: von fliegenden Hexen und ekstatischen Tänzen. AT Verlag, Baden 2007, ISBN 978-3-03800-312-0.
- Vom Forscher, der auszog, das Zaubern zu lernen: Meine Erlebnisse bei den Erben der Maya. Kosmos, Stuttgart 2008, ISBN 978-3-440-11240-3.
- Pilze und Menschen: Gebrauch, Wirkung und Bedeutung der Pilze in der Kultur. AT Verlag, Aarau 2010, ISBN 978-3-03800-542-1
- Abgründige Weihnachten. Die wahre Geschichte eines ganz und gar unheiligen Festes. Riemann Verlag, München 2014, ISBN 978-3-570-50165-8.
- mit Markus Berger: Enzyklopädie der psychoaktiven Pflanzen – Band 2. AT Verlag, Aarau 2022, ISBN 978-3-03902-084-3.